# Hosackia hintoniorum
Hosackia hintoniorum är en ärtväxtart som först beskrevs av Billie Lee Turner, och fick sitt nu gällande namn av Dmitry Dmitrievich Sokoloff. Hosackia hintoniorum ingår i släktet Hosackia och familjen ärtväxter. Inga underarter finns listade i Catalogue of Life.